# جون إف. فرنسيس
جون إف. فرنسيس (بالإنجليزية: John F. Francis)‏ هو رسام أمريكي، ولد في 13 أغسطس 1808 في فيلادلفيا في الولايات المتحدة، وتوفي في 15 نوفمبر 1886.